# Polytrichum xanthopilum
Polytrichum xanthopilum là một loài rêu trong họ Polytrichaceae. Loài này được Wilson ex Mitt. mô tả khoa học đầu tiên năm 1859.